# Ivan Wernisch
Ivan Wernisch (Praga, 12 giugno 1942) è un poeta, scrittore e artista ceco.
Ha studiato alla Scuola di Ceramiche a Karlovy Vary (si è ritirato nel 1959) e da allora è stato impiegato in molti lavori, per lo più manuali. Nel 1961, dopo aver pubblicato il suo libro-debutto di poesie, si è velocemente affermato come uno dei più amati scrittori della sua generazione. Durante gli anni '70 e '80 (quando non gli era permesso di pubblicare libri) ha preparato molti spettacoli radiofonici su famosi poeti del mondo (in cui spesso - proprio per via del suo amore per le burle - ha scritto lui stesso molte delle poesie), ma i suoi libri non hanno potuto essere pubblicati ufficialmente. Dopo la Rivoluzione di Velluto ha lavorato per un settimanale. Ora lavora come editore nella Edice současné české poezie. È anche un rinomato traduttore dal tedesco, dall'olandese, dall'italiano, dal latino, dal francese e dal russo. Il suo lavoro come editore è maggiormente focalizzato sui poeti cechi dimenticati degli ultimi tre secoli. Un altro poeta ceco, Ewald Murrer, è suo figlio. Ivan Wernisch vive a Praga.

## Opere
Dopo la sua prima coppia di libri, piuttosto giocosi, la sua poesia ha cominciato a diventare qualcosa di più onirico ed anche più assurdo. Le sue poesie, piene di grande fantasia basate su neologismi, paesaggi assurdi e parafrasi da altri scrittori, dal 1989 sono diventate sempre più tristi, se non tragiche, ad ogni nuovo libro. È stato influenzato sia dal dadaismo che dall'espressionismo. Gabriele D'Annunzio appare come personaggio in alcuni libri di Ivan Wernisch. I suoi libri, tradotti, sono stati pubblicati in Germania, Italia, Ucraina, Polonia e Stati Uniti. Ha ricevuto il premio Seifert, il Premio Capri e il Premio Franz Kafka.
Libri di poesia
- Kam letí nebe (1961)
- Těšení (1963)
- Zimohrádek (1965)
- Dutý břeh (1967)
- Loutky (1970)
- Zasuté zahrady (výbor z ineditních sbírek) (1984), Londra
- Žil, nebyl (výbor z let 1970-84) (1988), Monaco di Baviera
- Včerejší den (výbor z let 1965-1989) (1989)
- Frc (překlady, překrady) (1991)
- Ó kdežpak (1991)
- Doupě latinářů (1992)
- Zlatomodrý konec stařičkého léta (1994)
- Pekařova noční nůše (1994)
- Jen tak (1996)
- Proslýchá se (1996)
- Cesta do Ašchabadu neboli Pumpke a dalajlámové (1997)
- Z letošního konce světa (eteronimo Václav Rozehnal) (2000)
- Cesta do Ašchabadu neboli Pumpke a dalajlámové (2000)
- Lásku já nestojím (2001)
- Bez kufru se tak pěkně skáče po stromech neboli Nún (2001)
- Půjdeme do Mů (2002)
- Blbecká poezie (2002)
- Růžovejch květů sladká vůně (Virtuos na prdel) (2003)
- Hlava na stole (2005)
- Býkárna (+ Michal Šanda e Milan Ohnisko) (2006)
- Nikam (2010)

Editore (selezione)
- Zapadlo slunce za dnem, který nebyl / Zapomenutí, opomíjení a opovrhovaní. Z jiné historie české literatury (léta 1850-1940) (2001)
- Píseň o nosu / Zapomenutí, opomíjení a opovrhovaní. Z jiné historie novočeské literatury (od počátků až do roku 1948) (2005)
- Quodlibet aneb jak se komu co líbí (2008)
- Kdo to čte, je prase (2008)

Per bambini
- Střelnice (1987)

Libri di poesia all'estero
- Es beginnt der gestrige Tag: Gedichte, 1990, Germania
- Cmentarz objazdowy, 1991, Polonia. trad. di Leszek Engelking
- Ausgewühlte Schriften, 1994, Germania
- Pchli teatrzyk., Polonia 2003, 2007, trad. di Leszek Engelking
- Corre voce ovvero la morte ci attendeva altrove, 2005, Italia; a cura di Annalisa Cosentino, trad. di Ivana Oviszach e Anna Maria Perissutti, fotografie di Michal Šanda
- In the Puppet Gardens: Selected Poems, 1963-2005, 2007, Stati Uniti